# باشگاه فوتبال کوریا تنگستن کمپانی
باشگاه فوتبال کوریا تنگستن کمپانی (انگلیسی: Korea Tungsten Company FC) یک باشگاه فوتبال از کره جنوبی است که در شهر یونگ وول استان گانگوون قرار دارد. این تیم سابقه مقام سومی در مسابقات باشگاهی قهرمانی آسیا ۱۹۶۷ را دارد. این باشگاه در سال ۱۹۷۲ منحل شد.